# Heinz Stauvermann
Heinz Stauvermann (bürgerlich: Heinrich Josef Stauvermann; * 16. Juni 1943 in Nordhorn) ist ein ehemaliger deutscher Fußballspieler.

## Laufbahn
Stauvermann spielte ab 1960 mit 17 Jahren in der 1. Mannschaft des SV Eintracht Nordhorn in der damals höchsten deutschen Spielklasse der Oberliga Nord. 1965 wechselte er zu Arminia Hannover. Mit diesem Verein wurde er im Spieljahr 1966/67 Norddeutscher Meister und nahm an der Aufstiegsrunde zur Fußball-Bundesliga teil.
Ab dem Spieljahr 1967/68 spielte er als Profi-Fußballer für Rot-Weiss Essen und stieg mit dieser Mannschaft in die Erste Bundesliga auf. In den Jahren 1967 bis 1973 absolvierte Stauvermann in der Regionalliga West und der Bundesliga 200 Spiele in Folge als Abwehrspieler und erzielte insgesamt 10 Tore.
Im Spieljahr 1973/74 gehörte er zur Regionalligamannschaft des SV Meppen, bis er 1974 zum SV Eintracht Nordhorn zurückkehrte und dort zunächst als Spieler und später als Trainer tätig war.